# Famille Baring
Pour les articles homonymes, voir Baring.
Cette page explique l’histoire ou répertorie les différents membres de la famille Baring.
La famille Baring est une dynastie de banquiers britannique, à l'origine de la « Barings Bank ».

## Membres notables
- Francis Baring (1740-1810), homme d’affaires
- Alexander Baring (1774-1848), financier et homme politique
- Henry Baring (1777-1848), banquier et homme politique
- Francis Baring (1er baron Northbrook) (1796-1866), homme politique
- Bingham Baring (1799-1864), financier et homme politique
- Francis Baring (1800-1868), homme politique
- Henry Bingham Baring (1804-1869), homme politique
- Charles Baring (1807-1879), évêque anglican
- Thomas Baring (1826-1904), homme politique
- Thomas Baring (1831-1891), banquier et homme politique
- Alexander Baring (1835-1889), militaire et homme politique
- Thomas Baring (1872-1948), banquier et homme politique
- Guy Baring (1873-1916), militaire et homme politique
- Maurice Baring (1874-1945), homme de lettres et diplomate
- Rowland Baring (1877-1953), diplomate et financier
- Alexander Baring (1898–1991), homme politique et homme d'affaires
- Rowland Baring (1918-1991), banquier, militaire, diplomate et homme politique

## Galerie

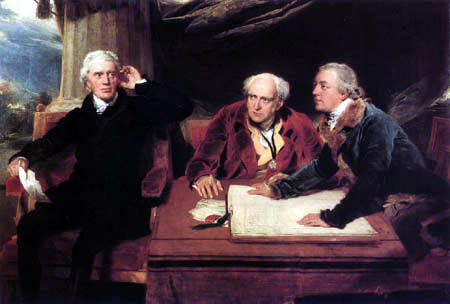
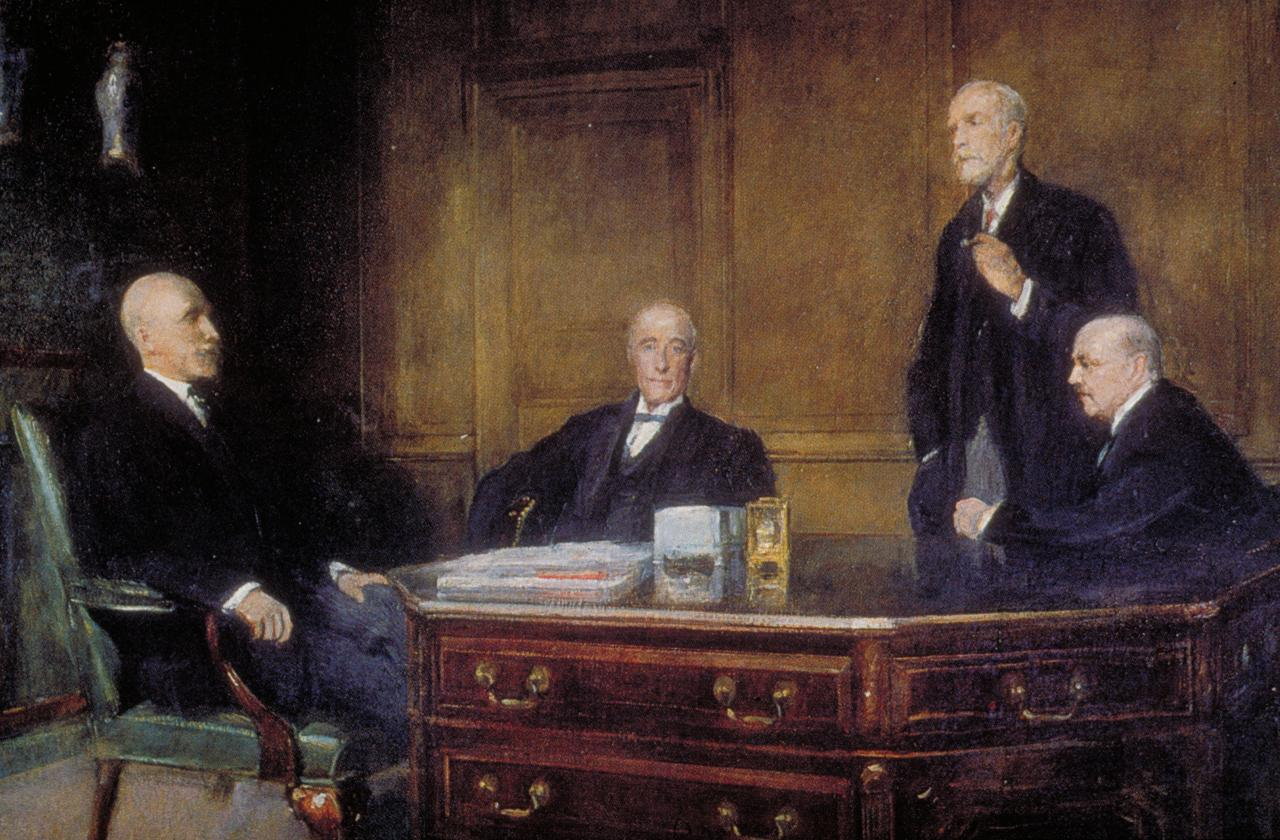

## Sources
- Philip Ziegler, The Sixth Great Power: Barings 1762–1929, London: Collins, 1988